# Élections législatives de 1877 en Indre-et-Loire
Les élections législatives de 1877 ont eu lieu le 14 octobre 1877.

## Députés élus
|   | Circonscription | Député sortant          |  | Groupe parlementaire | Député élu              |  | Groupe parlementaire |
| - | --------------- | ----------------------- |  | -------------------- | ----------------------- |  | -------------------- |
| 1 | Chinon          | Léon Joubert            |  | Gauche républicaine  | Léon Joubert            |  | Gauche républicaine  |
| 2 | Loches          | Daniel Wilson           |  | Gauche républicaine  | Daniel Wilson           |  | Gauche républicaine  |
| 3 | Tours 1e        | Antoine-Dieudonné Belle |  | Union républicaine   | Antoine-Dieudonné Belle |  | Union républicaine   |
| 4 | Tours 2e        | Charles Guinot          |  | Centre gauche        | Charles Guinot          |  | Centre gauche        |

## Résultats à l'échelle du département
|                | Gauche républicaine, Républicains | 20 065 | 25,12  | 2 |  |  |
|                | Bonapartistes                     | 18 536 | 23,20  | 0 |  |  |
|                | Centre gauche                     | 15 151 | 18,97  | 1 |  |  |
|                | Union républicaine                | 12 006 | 15,03  | 1 |  |  |
|                | Légitimistes                      | 7 456  | 9,33   | 0 |  |  |
|                | Centre droit, Constitutionnels    | 6 648  | 8,32   | 0 |  |  |
|                |                                   |        |        |   |  |  |
| Inscrits       | Inscrits                          | 94 316 | 100,00 | 4 |  |  |
| Votants        | Votants                           | 80 057 | 84,49  |   |  |  |
| Abstentions    | Abstentions                       | 14 259 | 15,51  |   |  |  |
| Blancs et nuls | Blancs et nuls                    | 171    | 0,21   |   |  |  |
| Exprimés       | Exprimés                          | 79 886 | 99,79  |   |  |  |

## Résultats par arrondissement

### Arrondissement de Chinon
| Candidats      | Candidats       | Étiquette           | Premier tour | Premier tour |
| Candidats      | Candidats       | Étiquette           | Voix         | %            |
| -------------- | --------------- | ------------------- | ------------ | ------------ |
|                | Léon Joubert    | Gauche républicaine | 11 608       | 52,18        |
|                | Cyrille Podevin | Bonapartiste        | 10 620       | 47,74        |
|                |                 |                     |              |              |
| Inscrits       | Inscrits        | Inscrits            | 26 087       | 100,00       |
| Votants        | Votants         | Votants             | 22 302       | 85,49        |
| Abstention     | Abstention      | Abstention          | 3 785        | 14,51        |
| Blancs et nuls | Blancs et nuls  | Blancs et nuls      | 57           | 0,26         |
| Exprimés       | Exprimés        | Exprimés            | 22 245       | 99,74        |

### Arrondissement de Loches
| Candidats      | Candidats           | Étiquette           | Premier tour | Premier tour |
| Candidats      | Candidats           | Étiquette           | Voix         | %            |
| -------------- | ------------------- | ------------------- | ------------ | ------------ |
|                | Daniel Wilson       | Gauche républicaine | 8 457        | 51,63        |
|                | Fernand Raoul-Duval | Bonapartiste        | 7 916        | 48,33        |
|                |                     |                     |              |              |
| Inscrits       | Inscrits            | Inscrits            | 18 767       | 100,00       |
| Votants        | Votants             | Votants             | 16 416       | 87,47        |
| Abstention     | Abstention          | Abstention          | 2 351        | 12,53        |
| Blancs et nuls | Blancs et nuls      | Blancs et nuls      | 39           | 0,24         |
| Exprimés       | Exprimés            | Exprimés            | 16 377       | 99,76        |

### Arrondissement de Tours

#### 1recirconscription
| Candidats      | Candidats               | Étiquette          | Premier tour | Premier tour |
| Candidats      | Candidats               | Étiquette          | Voix         | %            |
| -------------- | ----------------------- | ------------------ | ------------ | ------------ |
|                | Antoine-Dieudonné Belle | Union républicaine | 12 006       | 61,64        |
|                | Alfred Mame             | Légitimistes       | 7 456        | 38,28        |
|                |                         |                    |              |              |
| Inscrits       | Inscrits                | Inscrits           | 23 635       | 100,00       |
| Votants        | Votants                 | Votants            | 19 476       | 82,40        |
| Abstention     | Abstention              | Abstention         | 4 159        | 17,60        |
| Blancs et nuls | Blancs et nuls          | Blancs et nuls     | 14           | 0,07         |
| Exprimés       | Exprimés                | Exprimés           | 19 462       | 99,93        |

#### 2ecirconscription
| Candidats      | Candidats        | Étiquette        | Premier tour | Premier tour |
| Candidats      | Candidats        | Étiquette        | Voix         | %            |
| -------------- | ---------------- | ---------------- | ------------ | ------------ |
|                | Charles Guinot   | Centre gauche    | 15 151       | 69,49        |
|                | Georges Houssard | Constitutionnels | 6 648        | 30,49        |
|                |                  |                  |              |              |
| Inscrits       | Inscrits         | Inscrits         | 25 827       | 100,00       |
| Votants        | Votants          | Votants          | 21 863       | 84,65        |
| Abstention     | Abstention       | Abstention       | 3 964        | 15,35        |
| Blancs et nuls | Blancs et nuls   | Blancs et nuls   | 61           | 0,28         |
| Exprimés       | Exprimés         | Exprimés         | 21 802       | 99,72        |

## Élection partielle de 1879
Lors des élections sénatoriales de 1879, Charles Guinot, député d'Indre-et-Loire depuis 1871, est élu au Sénat. Une élection partielle est organisée les 6 et 20 avril 1879.
| Candidats      | Candidats       | Étiquette       | Premier tour | Premier tour | Deuxième tour | Deuxième tour |
| Candidats      | Candidats       | Étiquette       | Voix         | %            | Voix          | %             |
| -------------- | --------------- | --------------- | ------------ | ------------ | ------------- | ------------- |
|                | Armand Rivière  | Gauche radicale | 9 467        | 49,92        | 10 747        | 90,78         |
|                | Alfred Tiphaine | Républicain     | 9 004        | 47,47        |               |               |
|                |                 |                 |              |              |               |               |
| Inscrits       | Inscrits        | Inscrits        | 26 150       | 100,00       | 26 179        | 100,00        |
| Votants        | Votants         | Votants         | 19 666       | 75,20        | 12 763        | 48,75         |
| Abstention     | Abstention      | Abstention      | 6 484        | 24,80        | 13 416        | 51,25         |
| Blancs et nuls | Blancs et nuls  | Blancs et nuls  | 700          | 3,56         | 924           | 7,24          |
| Exprimés       | Exprimés        | Exprimés        | 18 966       | 96,44        | 11 839        | 92,76         |